# Blind Eyes Opened
Slijepe oči otvorene (eng. izvornik: Blind Eyes Opened), američki dokumentarni film. U kinima se prikazuje od 23. siječnja 2020. godine.

## Tema
Film se bavi svezom trgovine seksom i pornografije te trgovinom seksom u SAD. Sveza dviju djelatnosti je snažna. Većinom djevojke, ponekad i momci su prisilom odvedeni u proizvodnju pornografije. Često su žrtve zahtjeva da izvode čine viđene u pornografiji. Otkrilo se da se u ovoj vrsti trgovine ljudima zatočenim žrtvama često prikazuje pornografija da bi ih se naučilo kako izvoditi, da bi ih se desenzibiliziralo na nasilje, degradaciju i poniženje koje će iskusiti. Uzevši u obzir da 90 posto pornografskih videomaterijala sadrži fizičko i verbalno nasilje prema ženama, ne iznenađuje da žrtve trgovine redovito trpe nasilje i grubosti kao dodatak strahovitoj seksualnom iskorištavanju. U dokumentarcu je razotkrivena dubina trgovine seksom u SAD, uključujući i gorivo za potražnju - pornografiju. Istovremeno film hrabri građane, Crkve i zakonodavce da se bore protiv ovog razarača društva. Film također prenosi lijepe preobrazbe žrtava kroz Krista i nudi nadu pokazujući kako se može pomoći svjesnošću i dižući svoj glas.

## Vanjske poveznice
- Službena stranica
- Trailer